# 伊万里市コミュニティバス

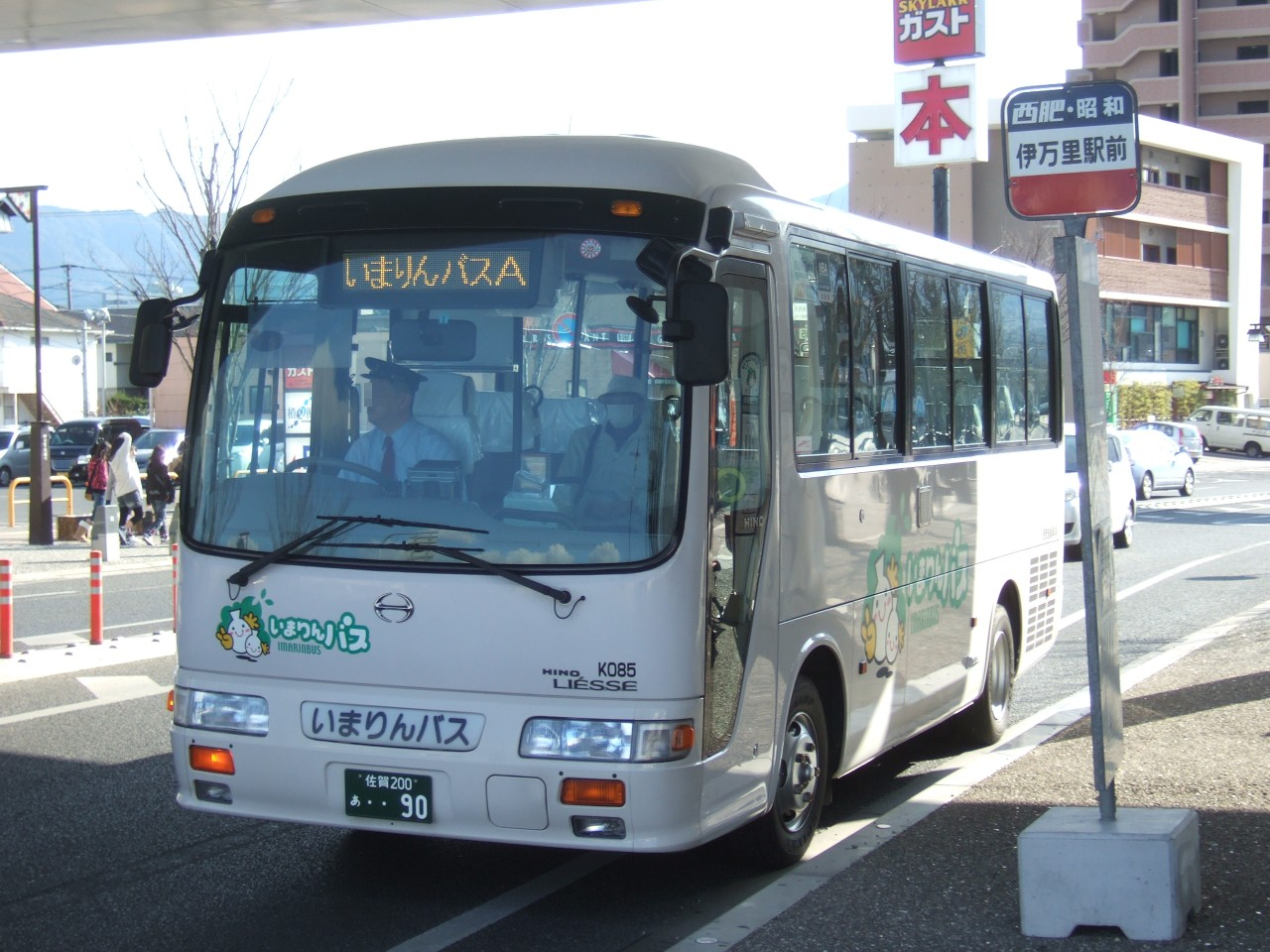
伊万里市コミュニティバス「いまりんバス」

伊万里市コミュニティバス（いまりしコミュニティバス）は、佐賀県伊万里市で運行しているコミュニティバスである。
市が運行主体となり運行するいまりんバスと、地域住民が運行主体となり運行するバスがある。

## いまりんバス
伊万里市が運行主体となり運行するコミュニティバスで、2007年（平成19年）1月21日に運行を開始した。車両は市民福祉の向上を目的に伊万里市社会福祉協議会より寄付を受けたもので、運行は西肥自動車に委託されている。シンボルマークは特産の伊万里焼を親子に擬人化したものを使用している。

### 沿革
- 2007年（平成19年）1月21日 - 運行開始。
- 2009年（平成21年）9月1日 - 伊万里バスセンター閉鎖に伴い、伊万里駅の松浦鉄道側に新設した「伊万里駅前」バス停への発着に変更。

### 路線
西肥バスの市内循環線を一部変更したものに警察署、市民会館などを経由するルートを加えた一路線。路線距離は11.3キロでバス停は35か所設置されている。
伊万里駅 - 伊万里警察署前 - 実業高校 商業キャンパス入口 - 伊万里駅前 - 伊万里市役所前 - 伊万里看護学校前 - 伊万里市立立花小学校 - 伊万里看護学校前 - 伊万里駅前
なお、路線内にある「伊万里商業高校入口」停留所は伊万里商業高校と伊万里農業高校の統合に伴い、2021年4月1日付で「実業高校 商業キャンパス入口」に名称変更された。

### 運賃
中学生以上は100円。小学生と障害者手帳交付者が50円。

### 車両
車両は日野・リエッセが1台。

## 元気バス
市西部の東山代町で住民の自主運行により運行するコミュニティバス。2009年4月に運行開始。火・木・金曜日のみ3往復運行（祝日運休）。運賃の代わりに、1冊10枚綴りの会員券（滝野地区2,000円、里地区1,000円、伊万里まで追加券1,000円）が必要。
運行経路
境 - 川内野 - 車庫前 - 上古場 - 滝野校前 - 讃岐 - 滝川内 - 山中 - 辻の堂 - 竹の古場 - 上大久保 - 神山 - 下大久保 - 後川 - タケダ - 福和公民館 - 小路 - 福住 - 東大久保 - 緑ヶ丘 - 明星桜 - 脇野 - 天神 - 日尾 - 保育園前 - 長浜上 - ナフコ前 - 国見団地口 - 国見団地1 - 国見団地2 - 農林高校前 - Mr.Max - 医療館 - Maxバリュ - ショップ街

## 波多津ふれあい号
市北東部の波多津町で住民の自主運行により運行するコミュニティバス。2016年1月18日運行開始。

## すこやかバス
市東部の大川町・南波多町で住民の自主運行により運行するコミュニティバス。大川町内では毎平日4本運行、南波多町内では火・金曜日の午前中に2本運行される。土日祝日・盆・年末年始は運休する。運賃100円（未就学児無料）。
- 2017年10月 運行開始。
- 2019年1月23日 水曜日昼のみ運行の1本を廃止、全運行日4本運行となる。

運行区間
大川町内Aコース（一方方向循環運行）
大川公民館 → 川西公民館 → 川原公民館 → 長野公民館 → 善徳バス停 → 井手口公民館 → 山口公民館 → 戸石川公民館 → 大川野クリニック → Aコープ → 大川野駅 → 大川公民館 → 大川保育園・宿公民館 → 川西農業倉庫 → 構公民館 → 駒鳴公民館 → 駒鳴駅 → 立川公民館 → 相生町 → 田代商店 → 城野バス停 → 大川野クリニック → Aコープ → 大川野駅 → 大川公民館 → 大川保育園・宿公民館
大川町内Bコース（一方方向循環運行）
Aコープ → 大川野駅 → 大川公民館 → 大川保育園・宿公民館 → 川西農業倉庫 → 構公民館 → 駒鳴公民館 → 駒鳴駅 → 立川公民館 → 相生町 → 田代商店 → 城野バス停 → 大川野クリニック → Aコープ → 大川野駅 → 大川公民館 → 大川保育園・宿公民館 → 川西公民館 → 川原公民館 → 長野公民館 → 善徳バス停 → 井手口公民館 → 山口公民館 → 戸石川公民館 → 大川野クリニック → Aコープ → 大川野駅
南波多コース（往復運行）
Aコープ - 大川公民館 - 川西農業倉庫 - 古川 - 笠椎 - 小麦原 - 南波多公民館

## くろがわ号
市北部の黒川町で住民の自主運行により運行するコミュニティバス。2018年3月20日運行開始。毎平日各コース3本と中心部コース2本が運行される。土日祝日・盆・年末年始は運休する。運賃100円（未就学児無料）。